# Todo Cambió
"Todo Cambió" é uma canção da cantora americana Becky G. Foi como single lançado em 3 de março de 2017 pela Kemosabe e pela RCA Records. Gomez lançou dois remixes: o primeiro com a boy band CNCO e o segundo com Justin Quiles.

## Lançamento
Os rumores de casamento de Gomez com seu namorado, Sebastian Lletget, depois de postar fotos de si mesma usando um vestido de noiva nas mídias sociais. Mais tarde, ela esclareceu que tudo fazia parte do videoclipe do single. Gomez afirmou que a música chegou até ela enquanto sua vida estava "passando por uma adorável reviravolta".

## Vídeo musical
O videoclipe, dirigido por Daniel Duran, foi filmado em Madri, Espanha. Foi postado na conta de Gomez no VEVO em 2 de março. Até novembro de 2019, o vídeo tinha mais de 74 milhões de visualizações.
O vídeo mostra Gomez passeando com cães e colide com um homem passeando sozinho. Eles acabam conversando e começaram a namorar. Mais tarde, outro homem, possivelmente o namorado dela, pedi Gomez em casamento e ela aceita. Enquanto se prepara para o casório, a cantora começa a duvidar do relacionamento. Enquanto ela caminha pelo corredor, os cães de Gomez latem e ela para, pensando no outro homem que conheceu. Depois de perceber que ela o ama, a cantora decide desistir e ir atrás do seu verdadeiro amor.

## Lista de faixas
| Download digital |               |         |  |
| N.º              | Título        | Duração |  |
| 1.               | "Todo Cambio" | 3:54    |  |

| Download digital |                                |         |  |
| N.º              | Título                         | Duração |  |
| 1.               | "Todo Cambio" (Remix com CNCO) | 3:53    |  |

| Download digital |                                               |         |  |
| N.º              | Título                                        | Duração |  |
| 1.               | "Todo Cambio Remix" (Remix com Justin Quiles) | 3:15    |  |

## Desempenho nas tabelas musicais
| Tabela musical (2017)                      | Melhor posição |
| ------------------------------------------ | -------------- |
| Espanha (PROMUSICAE) (com CNCO)            | 94             |
| Estados Unidos (Billboard Latin Songs)     | 33             |
| Estados Unidos (Billboard Latin Pop Songs) | 31             |